# Eudorylas ningxiaensis
Eudorylas ningxiaensis är en tvåvingeart som beskrevs av Yang och Xu 1998. Eudorylas ningxiaensis ingår i släktet Eudorylas och familjen ögonflugor. Inga underarter finns listade i Catalogue of Life.